# Семинария Трёх Святителей

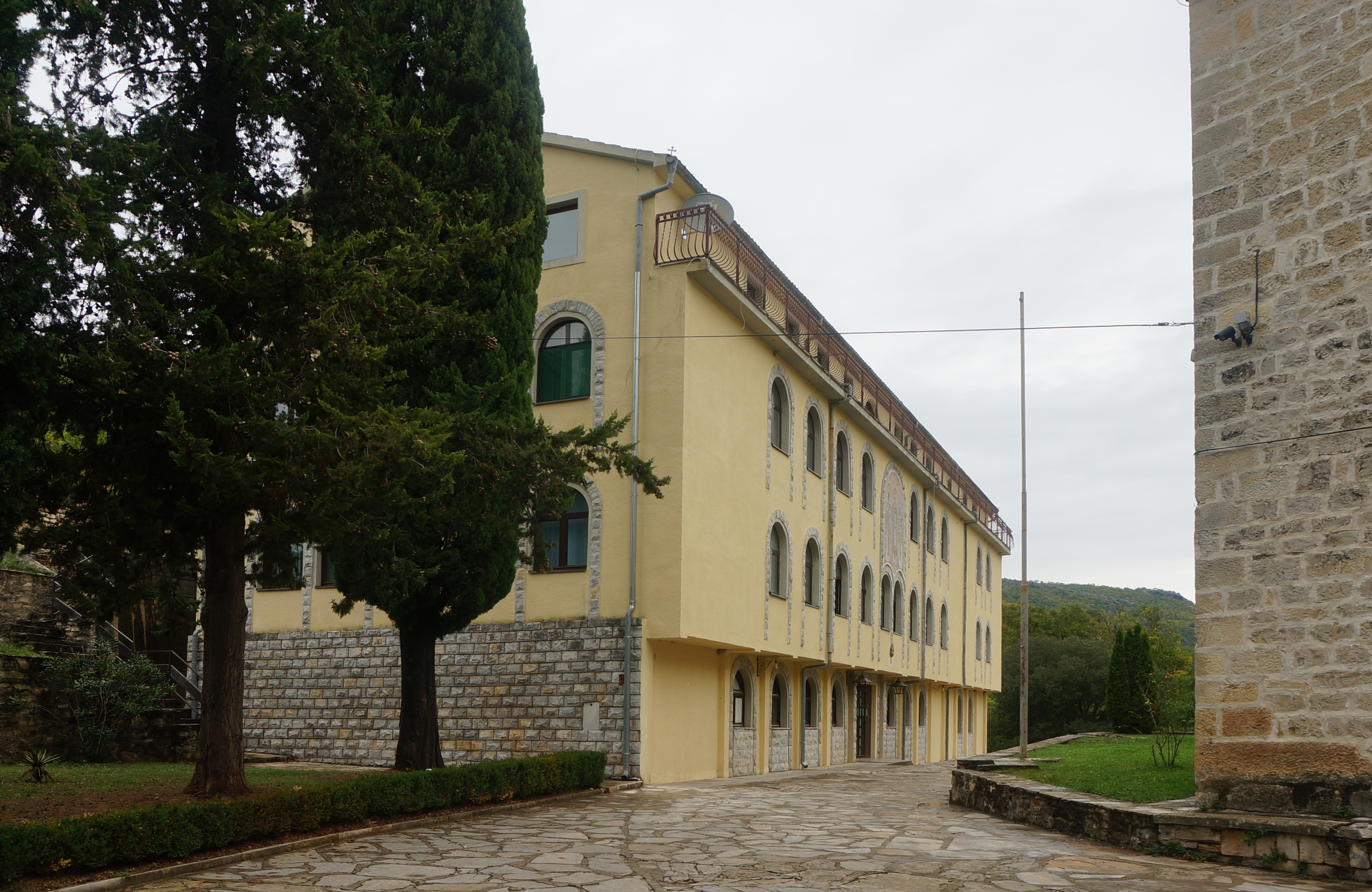

Семина́рия Трёх Святи́телей при монастыре́ Крка́ (хорв. Bogoslovija Sveta Tri Jerarha u manastiru Krka) — учебное заведение Далматинской епархии Сербской православной церкви, готовящее священно- и церковнослужителей. Действует на территории монастыря Крка.

## История
Семинария Трёх святителей при монастыре Крка была основана в 1615 году по благословению Патриарха Паисия (Яневича) и митрополита Дабро-Боснийского Феодора. Семинария при монастыре Крка стала первой семинарией, созданной в Сербской православной церкви.
Семинария действовала до 1647 года, когда монахи и учащиеся покинули монастырь из-за турок и ушли в Задар. Монастырь вновь стал действующим в 1650 году, но семинария здесь уже до XX века не возродилась.
В 1964 году стараниями епископа Стефана (Боци) при монастыре Крка была создана двухгодичная школа. В 1966 году двухгодичная школа была преобразована в полноценную семинарию. Стараниями епископа Николая (Мрджи) было построено новое здание семинарии.
Во время последней войны 1991—1995 годов монастырь не получил серьёзных повреждений. Однако вследствие Операции «Буря», проводимой с августа 1995 по 1998 год, сербский народ был изгнан из этих мест, церкви были разграблены, осквернены и разрушены.
Семинария была вновь открыта в 2000 году; её ректором был назначен епископ Далматинский Фотий (Сладоевич).
В 2024 году семинария награждена сербским Сретенским орденом III степени.